# Alojzy Nikodem Fizia

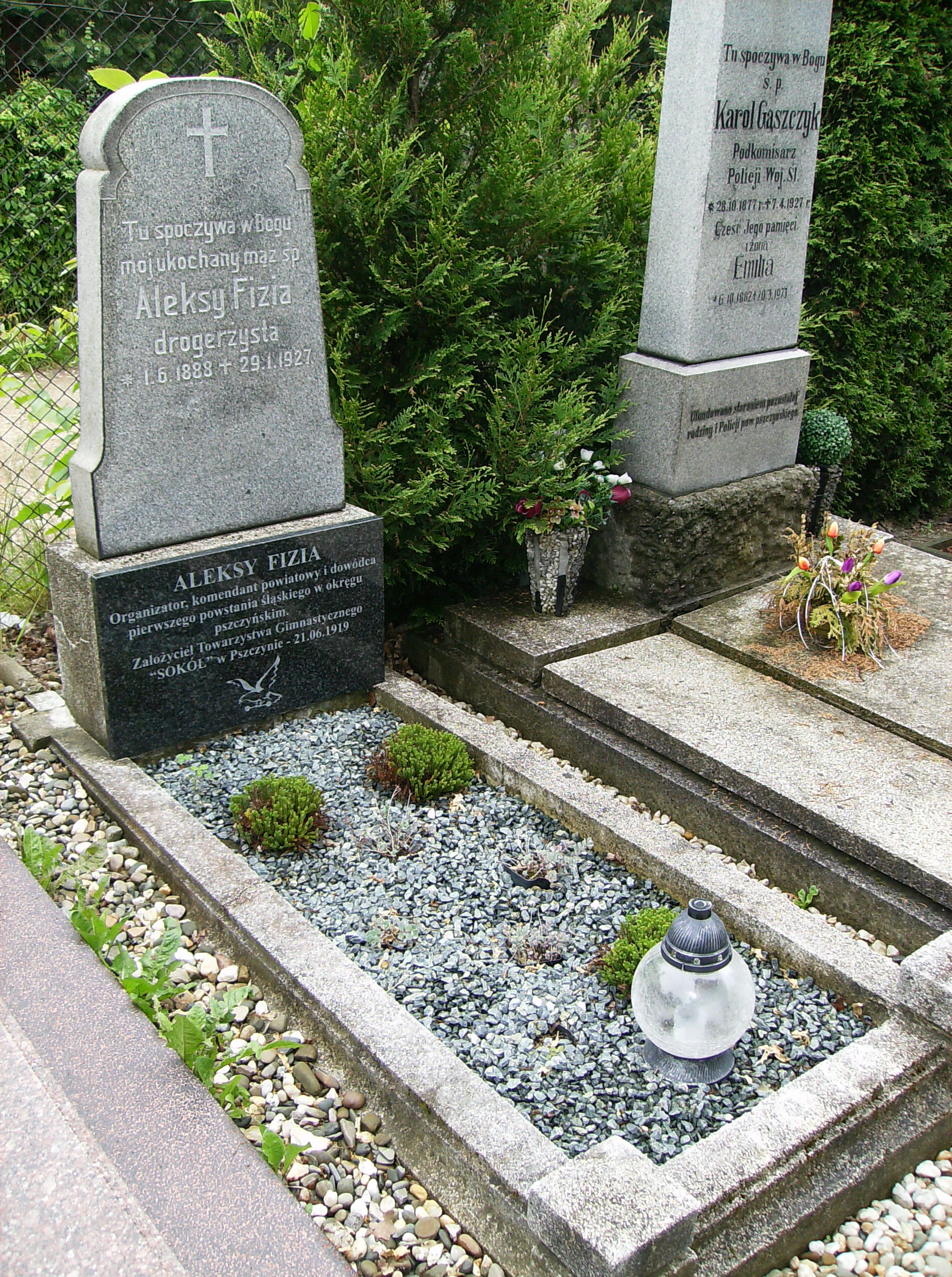
Grób Aleksego Fizi na cmentarzu Wszystkich Świętych w Pszczynie

Alojzy Nikodem (Aleksy, Aleksander) Fizia (ur. 1 czerwca 1888 w Krzyżowicach, zm. 29 stycznia 1927 w Zakopanem) – polski działacz narodowy i patriotyczny, powstaniec śląski, komendant Polskiej Organizacji Wojskowej Górnego Śląska na powiat pszczyński w I powstaniu śląskim, przyjaciel Stanisława Krzyżowskiego i Jana Kędziora. 

## Życiorys
Urodził się w 1888 w miejscowości Krzyżowice (województwo śląskie) koło Pszczyny. Przed I wojną światową był działaczem oraz członkiem Towarzystwa Gimnastycznego „Sokół” w Dziedzicach, a w 1919 (lub w 1920) został założycielem oraz wieloletnim prezesem Towarzystwa Gimnastycznego „Sokół” w Pszczynie. Należał też do współzałożycieli Towarzystwa Śpiewaczego „Lutnia” w Pszczynie (w 1907) i Towarzystwa Czytelni Ludowych na powiat pszczyński (w 1911).
W styczniu lub lutym 1919 przystąpił do tworzącej się w powiecie pszczyńskim Polskiej Organizacji Wojskowej Górnego Śląska, w której objął funkcję dowódcy w trakcie walk w I powstaniu śląskim.   
Po przyłączeniu Górnego Śląska do Polski został prezesem pszczyńskiego Związku Powstańców Śląskich i Związku Obrony Kresów Zachodnich. Był także skarbnikiem Komitetu Wychowania Fizycznego i Przysposobienia Wojskowego oraz członkiem Polskiego Stronnictwa Chrześcijańskiej Demokracji. Pracował jako kierownik sklepu „Rolnik” w Pszczynie.  
Jego uroczysty pogrzeb odbył się w Pszczynie 2 lutego 1927.

## Odznaczenia
- Krzyż Niepodległości z Mieczami[3]
- Krzyż Walecznych
- Krzyż na Śląskiej Wstędze Waleczności i Zasługi (i inne[5])

## Upamiętnienie
W Pszczynie jedną z ulic nazwano imieniem Aleksandra Fizi.